# Gärung

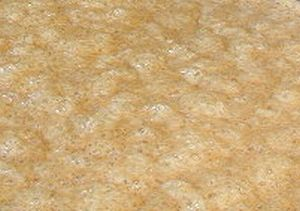
Die durch Ausgasung schäumende Oberfläche eines gärenden Stoffes

Die Bedeutung des Ausdrucks Gärung hat sich mit dem Fortschritt der Wissenschaft gewandelt.
- Ältere Definition: erkennbare Veränderung biotischer (von Lebewesen gebildeter) Stoffe ohne Entstehung von Fäulnisgerüchen (mit oder ohne Zutritt von Luft).
- Neuere Definition: mikrobieller Abbau organischer Stoffe zum Zweck der Energiegewinnung ohne Einbeziehung externer Elektronenakzeptoren wie Sauerstoff (O2) oder Nitrat (NO3−).

## Ältere Definition
Die Bezeichnung Gärung wurde ursprünglich angewendet auf erkennbare Veränderungen biotischer Stoffe – Veränderungen der Masse, verbunden beispielsweise mit Gasbildung, Erwärmung und Zersetzung, aber ohne Entstehung von Fäulnisgeruch. Der Einfluss von Luft wurde dabei nicht beachtet, auch dann nicht, als Sauerstoff entdeckt war. Dementsprechend wurden die Vorgänge bei der Umwandlung von Most in Wein, von Bierwürze in Bier und von Wein in Essig als Gärung bezeichnet. In der Technik ist das auch gegenwärtig noch üblich.

## Forschungsgeschichte
Den Unterschied zwischen Fäulnis und Gärung lehrte der deutsche Arzt und Chemiker Johann Joachim Becher bereits um 1650. Er unterschied dabei auch die alkoholische („geistige“) von der (mit Essig- und Milchsäurebildung verbundenen) sauren Gärung.
Um 1815 wurde die chemische Gleichung der alkoholischen Gärung von Joseph Louis Gay-Lussac aufgestellt. Eilhard Mitscherlich vermutete biologische Katalysatoren (Fermente), die nur in Kontakt mit Zucker treten und sich selbst nicht verändern. 
Auf Basis von Mitscherlichs Ideen konnte Charles Cagniard de la Tour bei mikroskopischen Untersuchungen lebende Organismen nachweisen. Seiner Theorie zur Bedeutung von Hefezellen bei der Gärung wurde zunächst, unter anderem von Justus von Liebig, der diese Zellen als Nebenprodukt eines chemischen Vorgangs ansah, widersprochen.
Theodor Schwann fand, dass ein Fleischextrakt nach Erhitzen auf 100 °C in luftabgedichteten Behältern längere Zeit unzersetzt erhalten bleibt. Diese Versuche wiederholte er mit einer Zuckerlösung und konnte auch in diesem Fall die Gärung vermeiden. Friedrich Traugott Kützing fand heraus, dass das Gären von zuckerhaltigen Flüssigkeiten, verbunden mit Ethanol- und Kohlenstoffdioxidbildung (alkoholische Gärung), ein biotischer Vorgang ist und Bierhefe aus Mikroorganismen besteht.
Louis Pasteur erforschte 1857 die Milchsäuregärung und 1861 die Buttersäuregärung. Er entdeckte, dass die Mikroorganismen bei der Buttersäuregärung ohne Sauerstoff leben, stoffwechseln und wachsen können und dass Sauerstoff auf sie hemmend wirkt, was damals überraschend war. Auch bei anderen Arten der Gärung wurde nachgewiesen, dass Gärungsorganismen ohne Sauerstoff leben können.
Die Erkenntnis, dass die untersuchten Gärungen (alkoholische Gärung, Milchsäuregärung und Buttersäuregärung) ohne Sauerstoff ablaufen, wurde zunächst für alle Arten von Gärung als zutreffend angenommen. Später erkannte man jedoch, dass nicht alle Gärungen ohne Einbeziehung von Sauerstoff ablaufen, beispielsweise die Essigsäuregärung. Man hat deshalb neue, voneinander etwas abweichende Definitionen für Gärung formuliert, die aber alle Sauerstoff (O2) als Elektronenakzeptor ausschließen.

## Neuere Definition
Die neue Definition für Gärung lautet: „Mikrobieller Abbau organischer Stoffe ohne Einbeziehung externer Elektronenakzeptoren wie beispielsweise Sauerstoff (O2) zum Zweck der Energiegewinnung.“ 
Ein Abbau organischer Stoffe kann grundsätzlich unter anaeroben oder aeroben Bedingungen stattfinden. Beispielsweise wird bei der sogenannten Essigsäuregärung Sauerstoff verbraucht. Dies entspricht aber nicht der neuen Definition. Die Essigsäuregärung ist demnach keine Gärung im neuen (naturwissenschaftlichen) Sinn.
Eine zusätzliche Unsicherheit wird dadurch verursacht, dass Gärung im Englischen als fermentation bezeichnet wird. Im Deutschen wird der Ausdruck Fermentation aber in mindestens drei verschiedenen Bedeutungen verwendet:
- Gärung in der neueren Bedeutung: biotischer Energiestoffwechsel ohne Einbeziehung von Sauerstoff.
- Veränderungen biotischen Rohmaterials, eingeleitet zur Herstellung bestimmter Produkte, beispielsweise Fermentation von Tabakblättern bei der Herstellung von Rauchtabak und Fermentation des Inhalts von Kakaofrüchten (einschließlich ihrer Samen) im Lauf der Herstellung von Kakaopulver und Schokolade. Dabei wird Sauerstoff nicht oder nur unvollständig ausgeschlossen.
- In der Biotechnik die gesteuerte Produktion von biotischen Stoffwechselprodukten, mit oder ohne Einbeziehung von Sauerstoff.

## Gärungsarten
- 2,3-Butandiol-Gärung
- Alkoholische Gärung
- Ameisensäuregärung
- Buttersäuregärung
- Gemischte Säuregärung
- Homoacetatgärung
- Milchsäuregärung
- Propionsäuregärung
- Aceton-Butanol-Ethanol-Gärung

## Bedeutung

### Biologische Bedeutung
Im Vergleich zur Atmung wird bei Gärungen nur eine geringe Menge Energie gewonnen, da hierbei statt Citratzyklus und anschließender Atmungskette nur die Substratkettenphosphorylierung genutzt wird. Die Gärung ist jedoch ein Weg, um durch Substratkettenphosphorylierung schnell Adenosintriphosphat (ATP) zu bilden. Dies ist auch bei anaerob wachsenden Organismen vorteilhaft, da sie nicht auf den externen Elektronenakzeptor Sauerstoff angewiesen sind.
In manchen Fällen sind auch die Habitate höherentwickelter, aerob lebender Organismen sauerstoffarm. Quastenflosser und andere Meereswirbeltiere betreiben Gärung zur Deckung ihres Energiebedarfes, da sie in Tiefen leben, in denen die Konzentration gelösten Sauerstoffes gering ist. Auch Tintenfische beziehen einen Teil ihrer Energie aus der Vergärung von Pyruvat, dabei entsteht Octopin.
Organismen, die eine Gärung betreiben, nennt man auch (primäre) Gärer. Manche Mikroorganismen sind dagegen so genannte sekundäre Gärer: Sie nehmen die Gärprodukte primärer Gärer auf und vergären sie weiter zu Kohlenstoffdioxid (CO2), Acetat oder Wasserstoff (H2).

### Technische Bedeutung
Gärungen werden vielfältig zur Herstellung, Veredelung und Konservierung von Lebensmitteln und Futtermitteln genutzt (vor allem die alkoholische Gärung und die Milchsäuregärung).